# Micromys
Micromys és un gènere de rosegadors de la subfamília dels murins que viuen a Europa i Àsia. El gènere inclou una espècie vivent, el ratolí de les collites (Micromys minutus) i deu espècies fòssils. Els seus parents vivents més pròxims són gèneres asiàtics com ara Vandeleuria, Chiropodomys i Haeromys. Es tracta d'un dels rosegadors més petits. Les espècies fòssils es remunten fins al Miocè superior i representen diferents llinatges sistemàtics.
N'hi ha onze espècies:
- Ratolí de les collites (Micromys minutus)
- Micromys bendai (Pliocè de Grècia)
- Micromys chalceus (Miocè superior de la Mongòlia Interior)
- Micromys cingulatus (Miocè superior de Grècia)
- Micromys coronensis (Pliocè de Polònia i Plistocè de Romania)
- Micromys kozaniensis (Pliocè de Grècia)
- Micromys liui (Plistocè inferior del sud de la Xina)
- Micromys paricioi (Pliocè inferior d'Espanya)
- Micromys praeminutus (Pliocè d'Europa)
- Micromys steffensi (Pliocè de Grècia)
- Micromys tedfordi (Pliocè inferior del sud de la Xina)

Una dotzena espècie, Micromys caesaris, del Miocè superior d'Espanya, encara no ha estat descrita formalment.